# Völkermord an den irakischen Turkmenen
|  | Dieser Artikel oder Abschnitt wurde wegen inhaltlicher Mängel auf der Qualitätssicherungsseite der Redaktion Geschichte eingetragen (dort auch Hinweise zur Abarbeitung dieses Wartungsbausteins). Dies geschieht, um die Qualität der Artikel im Themengebiet Geschichte auf ein akzeptables Niveau zu bringen. Dabei werden Artikel gelöscht, die nicht signifikant verbessert werden können. Bitte hilf mit, die Mängel dieses Artikels zu beseitigen, und beteilige dich bitte an der Diskussion! |

Der Völkermord an den irakischen Turkmenen bezieht sich auf eine Reihe von Morden, Vergewaltigungen, Hinrichtungen, Vertreibungen und sexueller Sklaverei der irakischen Turkmenen durch die Terrororganisation Islamischer Staat. Es begann, als ISIS 2014 irakisches turkmenisches Land eroberte, und es ging weiter, bis ISIS sein gesamtes Land im Irak verlor. Im Jahr 2017 wurde die Verfolgung irakischer Turkmenen durch ISIS vom irakischen Parlament offiziell als Völkermord anerkannt, und 2018 wurde die sexuelle Sklaverei irakischer turkmenischer Mädchen und Frauen von den Vereinten Nationen anerkannt.

## Hintergrund und Vorfeld

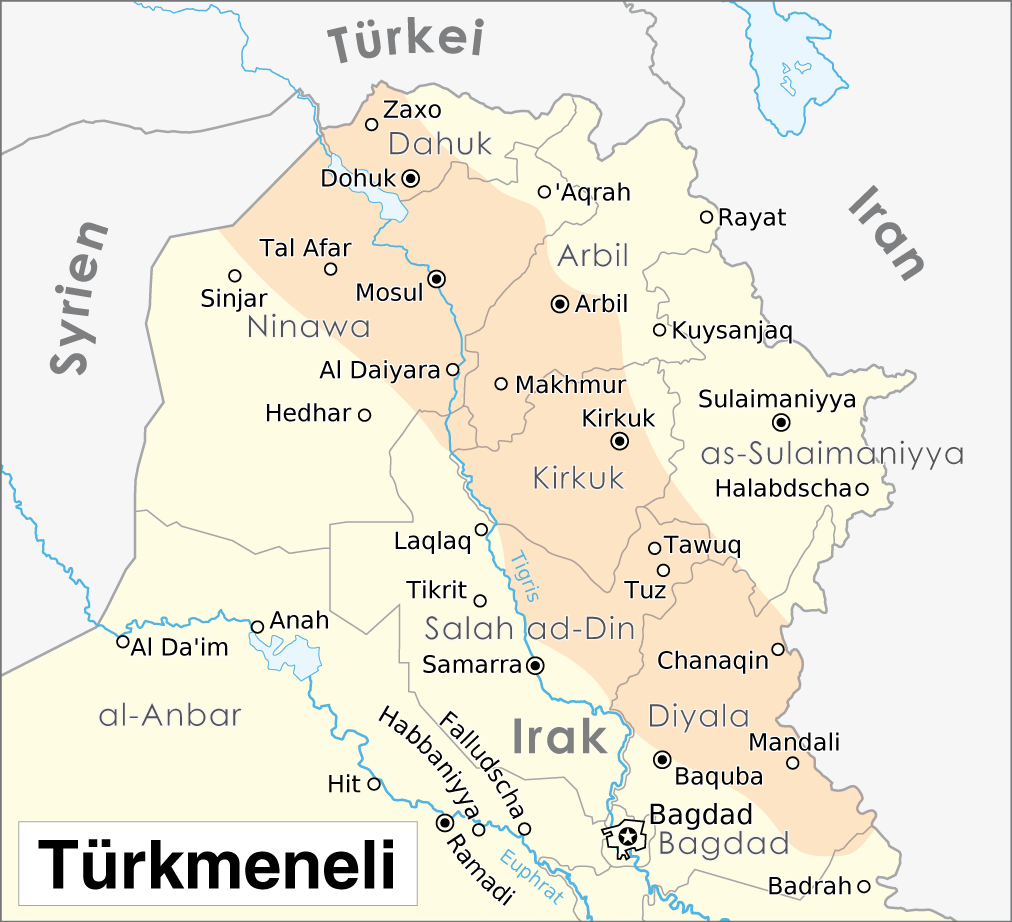
Hauptsiedlungsgebiet der Turkmenen im Irak

### Irakische Turkmenen
Irakische Turkmenen sind die drittgrößte ethnische Gruppe im Irak. Sie sind turkischer Abstammung und leben in der historischen Region „Turkmeneli“ umgeben von Arabern im Süden und Kurden im Norden. Sie sind fast gleichmäßig zwischen Sunniten und Schiiten aufgeteilt. Sowohl sunnitische als auch schiitische Turkmenen wurden verfolgt. Sie waren zuvor das Ziel von Massakern wie dem Altun Kupri-Massaker, dem Gavurbağı-Massaker, dem Kirkuk-Massaker von 1959 und dem Kirkuk-Massaker von 1924.

### Vorfeld
Während der Nordirak-Offensive des IS, mit der die Irakkrise 2014 begann, eroberte ISIS viele Länder, die mehrheitlich Turkmenen haben oder eine bedeutende turkmenische Bevölkerung haben, wie Mosul, Talafar, Tikrit und Teile der Provinzen Kirkuk und Diyala, und damit begann der blutige Völkermord.

## Völkermord
Im Juni 2014, als die ISIS-Armee Tal Afar zum ersten Mal eroberte, entführte sie 1.300 irakische Turkmenen, rund 700 Männer, 470 Frauen und 130 Kinder. Die ITF erklärte, dass nur 42 der 1.300 zurückgekehrt sind, während der Rest nie wieder gesehen wurde. Turkmenische Häuser wurden niedergebrannt, das Vieh gestohlen und viele mussten fliehen. Im September 2014 wurden mindestens 350.000 Turkmenen, die Mehrheit aus Tal Afar, vertrieben. Sie waren von Hunger bedroht. Seit den Anschlägen sind laut Anwohnern und lokalen Aktivisten rund 90 Prozent der Turkmenen von Talafar geflohen. Mehdi al-Beyati, der ehemalige irakische Menschenrechtsminister und Sprecher der Turkmen Rescue Foundation, behauptete, dass die Zahl der turkmenischen Flüchtlinge im Februar 2017 auf 600.000 gestiegen sei. Mehdi al-Beyati behauptete auch, dass die Infrastruktur jeder turkmenischen Region durch ISIS schwer beschädigt wurde.
Viele Kämpfer des ISIS waren ehemalige Soldaten der irakischen Armee unter Saddam Hussein, die eine lange Geschichte des Massakers und der Verfolgung irakischer Turkmenen hatten.
Am 9. Juni wurden 15 turkmenische Gefangene aus Talafar von ISIL in Mossul getötet. Nach dem Bombenanschlag auf eine schiitische Moschee in derselben Stadt flohen viele Menschen aus der Stadt und neun Flüchtlinge wurden getötet.
Während des Falls von Mosul im Juni 2014 griff der ISIS das türkische Konsulat in Mosul an und entführte 49 Diplomaten. Ahmet Davutoğlu erklärte, dass „niemand versuchen sollte, die Grenzen der Stärke der Türkei zu testen“, obwohl der ISIS die Warnung ignorierte und die Turkmenen am 10. Juni in Tal Afar angriff, nachdem er Mosul erobert hatte. Die Türkei reagierte nicht auf die Anschläge, die säkulare und nationalistische Politiker aus der Türkei dazu veranlassten, Recep Tayyip Erdoğan und Ahmet Davutoğlu scharf zu kritisieren. Die türkische Regierung wurde beschuldigt, die Notlage der irakischen Turkmenen zugelassen zu haben.
Am 16. Juni 2014 massakrierte ISIS mindestens 40 Turkmenen von 4 verschiedenen Orten (Chardaghli, Karanaz, Beshir, Biravchi), alle in der Nähe der Stadt Kirkuk. ISIS wurde auch erneut beschuldigt, Turkmenen wegen ihrer ethnischen Zugehörigkeit ins Visier genommen zu haben. Einen Tag später wurden weitere 52 Turkmenen in Beshir getötet, laut Einheimischen war das Massaker ethnisch motiviert. Derselbe Ort litt einmal am 18. Juni und zwischen dem 20. und 21. Juni erneut, fünf und dann 17 Zivilisten wurden getötet. Laut einem Zeugen aus Beshir wurden 700 Turkmenen in der Stadt massakriert. Im Juni 2014 entführte ISIL 26 Turkmenen aus dem Dorf Al-Shamsiyat. Im selben Monat flohen schiitische Turkmenen nach Drohungen durch ISIL aus Al-Kibba und Shraikhan. Viele turkmenische Bewohner der Dörfer Talafar, Bashir, Biravchi und Karanaz flohen ebenfalls, nachdem sie weitere Briefe von den Dschihadisten erhalten hatten.
Am 18. Juni, während der Zusammenstöße zwischen ISIL und den irakischen Bodentruppen zwischen den Städten Amerli und Tuz Churmatu, wurden mindestens 20 turkmenische Zivilisten beim Kreuzfeuer getötet. Während der Belagerung von Amirli kamen 150 Menschen aufgrund der harten Bedingungen ums Leben, darunter 50 Kinder und 10 Neugeborene. Nach Amirlis Sturz im Jahr 2014 wurde die Strom-, Lebensmittel- und Wasserversorgung der Stadt eingeschränkt. Dutzende verloren ihr Leben, darunter auch schwangere Frauen, bevor eine humanitäre Hilfe geliefert wurde. Häuser und Schulen sowie Moscheen in Karanaz, Chardaghli und Biravchi wurden niedergebrannt.
Am 23. Juni entführte ISIS mindestens 75 Turkmenen aus den Gebieten Guba, Shrikhan und Talafar. Nur 2 Leichen von Hingerichteten wurden in einem Tal nördlich von Guba gefunden. 950 turkmenische Familien flohennach Aufforderung durch den ISIS aus den Gebieten. Am 7. August wurden 100 turkmenische Männer in Sinjar hingerichtet.
Schätzungsweise 600 turkmenische Frauen wurden von ISIS gefangen genommen und als Sexsklavinnen eingesetzt. Etwa 400 bis 500 Frauen wurden in behelfsmäßige ISIS-Gefängnisse in Syrien geschickt. Im Februar 2018 protestierte eine Gruppe von Frauen vor einem UN-Menschenrechtsbüro in Kirkuk. Sie hielten Schilder und forderten die irakische Regierung auf, etwas zu tun, um rund 450 vermisste turkmenische Frauen zu suchen, ihr Protest wurde ignoriert. Hasan Turan, Führer der ITF, befürchtete, dass die turkmenischen Frauen nach ihrer Rückkehr, wahrscheinlich Opfer von Ehrenmorden durch ihre Familien werden würden. Er erklärte: „Viele Mädchen werden nicht zurückkehren, und ich kann nur hoffen, dass ihre Familien sie immer noch akzeptieren, wenn sie zurückkehren. Sie sind die Opfer“. Später im Jahr 2018 erkannten die Vereinten Nationen endlich die sexuelle Sklaverei turkmenisch-Frauen an. Eine ungenannte turkmenische Frau aus der Stadt al-Alam in der Nähe von Tikrit, die ISIS überlebte, sagte BBC, dass ISIS die alleinstehenden Mädchen von den verheirateten Frauen trennte, um diesen Mädchen zu vergewaltigen. Mitglieder von ISIS vergewaltigten auch die turkmenische Sprachlehrerin der Stadt, dass sie danach starb. Einige irakische Turkmenen und Menschenrechtsorganisationen gaben an, dass der Völkermord des Islamischen Staates an den irakischen Turkmenen durch den Antitürkismus angeheizt wurde.
Kinder wurden auch in der Regel entführt, um sie auszubilden. In Ninive wurden am 13. März 25 turkmenische Kinder zwischen 10 und 17 Jahren aus dem Bara'am-Waisenhaus entführt und in Kindertrainingslager in Talafar geschickt.
Im März wurde in Bashir in der Nähe von Kirkuk ein Massengrab von 16 Turkmenen gefunden. Auch im März exekutierte ISIL 9 turkmenische Witwen in Qara Quyan, Ninive, deren Ehemänner von Dschihadisten getötet wurden. Der Grund für ihre Hinrichtung war ihre Weigerung, ISIS-Kämpfer zu heiraten. Im Dorf Biravcili entführte ISIL zwei Turkmenen, nachdem er 23 Bewohner des Dorfes getötet hatte. In Guba und Shrikhan wurden 60 turkmenische Jungen und Männer entführt. Im selben Monat wurde ein junger Turkmene namens Erhan Camci aus seinem Haus in Kirkuk entführt.
Ein Jahr später, im August 2015 in Mosul, hat ISIS eine öffentliche Hinrichtung von 700 irakischen Turkmenen wegen Apostasie durchgeführt.
Bei einem einzigen ISIS-Autobombenanschlag 2015 in der Provinz Salahaldin kamen 40 Turkmenen ums Leben. Die ITF erklärte, dass die ISIS-Angriffe auf irakische Turkmenen eine strategische ethnische Säuberungskampagne seien. 540 turkmenische Zivilisten aus Tal Afar wurden vermisst, darunter 125 Frauen, wieder durch ISIS, und nur 22 von ihnen wurden wieder gefunden.
Taza Churmatu (nicht zu verwechseln mit Tuz Churmatu) wurde am 8. März mit chemischen Waffen angegriffen, wobei drei Personen getötet und 1.500 verletzt wurden. 25.000 Menschen flohen aus der Stadt. Im selben Jahr wurde auch das Dorf Beshir mit chemischen Waffen angegriffen. 90 % von Beshir wurden während seiner Wiederaufnahme im Jahr 2016 zerstört, darunter 250 Häuser. Im turkmenischen Dorf Bashir wurden 9 Frauen entführt, vergewaltigt und in der Öffentlichkeit an Laternen aufgehängt. Im selben Dorf wurde ein 12-jähriges Mädchen vergewaltigt und an einem Strommast aufgehängt. Als die turkmenischen Bewohner versuchten, ihre Leiche zu bergen, wurden 15 Männer mit Scharfschützenfeuer von ISIS getötet. Vergewaltigungsfälle wurden auch nach dem Sturz von Tuz Khurmatu im Juni registriert.
Im Januar wurde ein Massengrab in Rashidiya in der Nähe von Mosul von den irakischen Streitkräften entdeckt. Das Grab enthielt die Leichen von 27 Turkmenen. Ihre Körper hatten Spuren von Folter. Im Jahr 2017 betrug die Zahl der vermissten turkmenischen Frauen, Mädchen und Kinder 1.200. Im Jahr 2018 galten 1.300 Turkmenen als vermisst.

## Zerstörung des Erbes
ISIL ist für die Zerstörung historischer Artefakte verantwortlich, die für die irakischen Turkmenen von Bedeutung waren. Viele jahrhundertealte sunnitische und schiitische Moscheen und Bibliotheken wurden zerstört. Die älteste Bibliothek in Tal Afar wurde gesprengt, während eine andere Bibliothek mit über 1.500 historischen Büchern in Diyala zerstört wurde. Zu den zerstörten Artefakten gehörten das Mausoleum von Yahya Abu al-Qasim (erbaut 1293 von den Zengiden, 2014 zerstört), das Mausoleum von Imam Awn Al-Din (erbaut 1248 von den Zengiden, 2014 zerstört), das Heiligtum von Qadib Al-Ban Mosuli (gebaut von den Atabegs von Mosul, 2014 zerstört), die Al-Imam Muhsin-Moschee (erbaut von den Seldschuken, 2015 schwer beschädigt), die Große Moschee von al-Nuri (erbaut 1172 von den Zengiden, zerstört 2017), die Imam al-Baher-Moschee (erbaut im Jahr 1259, zerstört im Jahr 2014), und die Moschee des Pascha (erbaut 1881 von den Osmanen, zerstört).

## Verweise
1. ↑  البرلمان العراقي يعتبر جرائم "داعش" بحق التركمان إبادة جماعية. In: www.aa.com.tr. Abgerufen am 15. Februar 2023 (arabisch).
2. ↑  Iraqi parliament recognizes ISIS persecution of Turkmen as genocide. In: www.rudaw.net. Abgerufen am 14. Februar 2023 (englisch).
3. ↑  Hollie McKay: The ISIS War Crime Iraqi Turkmen Won't Talk About. In: New Lines Magazine. 5. März 2021, abgerufen am 14. Februar 2023 (englisch).
4. ↑  Turkmen women call to uncover fate of 1300 missing Turkmen abducted by ISIS. In: Kirkuknow. Abgerufen am 14. Februar 2023 (englisch).
5. ↑  Mark Urban:  Iraq crisis: Where next in the struggle for the country? In: BBC News, 23. Juni 2014 (englisch).
6. ↑  Turkmen women call to uncover fate of 1300 missing Turkmen abducted by ISIS. In: Kirkuknow. Abgerufen am 14. Februar 2023 (englisch).
7. ↑  UNPO: Iraqi Turkmen: Intense Summer Heat Poses Danger for Refugees in Iraq. In: unpo.org. Abgerufen am 2. August 2023 (englisch).
8. ↑  AA: Turkmen refugees in danger of starvation: Turkmen MP. In: Daily Sabah. 21. September 2014, abgerufen am 28. Juli 2023 (amerikanisches Englisch).
9. ↑  Iraq: ISIS Kidnaps Shia Turkmen, Destroys Shrines. In: Human Rights Watch. 27. Juni 2014, abgerufen am 14. Februar 2023 (englisch).
10. ↑  Alex Shams: Iraq's Turkmen mobilise for a post-ISIL future. In: www.aljazeera.com. Abgerufen am 28. Juli 2023 (englisch).
11. ↑  UNPO: Iraqi Turkmen: Looking Ahead to the Future after Daesh. In: unpo.org. Abgerufen am 28. Juli 2023 (englisch).
12. ↑   How Saddam's men help Islamic State rule In: Reuters. Abgerufen am 30. März 2024 (englisch).
13. ↑  Alessandro Bruno: The Ba'athist Roots of Islamic State. In: Geopolitical Monitor. 31. August 2015, abgerufen am 30. März 2024 (englisch).
14. ↑  Saddam's Ex-Officer: We've Played Key Role In Helping Militants. In: NPR. Abgerufen am 30. März 2024 (englisch).
15. ↑  Mary Kate Simmons: Unrepresented Nations and Peoples Organization: Yearbook. Martinus Nijhoff Publishers, 1997, ISBN 90-411-0223-X, S. 88 (englisch).
16. 1 2  http://www.turkmen.nl/1A_Others/hrwtu.pdf
17. ↑  The Kurdish Spring: A New Map of the Middle East, David L. Phillips, 2017, ISBN 9781351480376, 1351480375
18. ↑   Shiite villagers describe "massacre" in northern Iraq In: The Washington Post, 16. Juni 2014 (englisch).
19. ↑  ISIS genocide of Yezidis and Christians – Department of Information Technology, KRG. In: us.gov.krd. Abgerufen am 14. Februar 2023 (englisch).
20. ↑   Iraq crisis: Islamic State accused of ethnic cleansing In: BBC News, 2. September 2014. Abgerufen am 14. Februar 2023 (britisches Englisch).
21. ↑  Global Public Policy Institute (GPPi): Iraq after ISIL: Kirkuk. In: www.gppi.net. Abgerufen am 2. August 2023 (amerikanisches Englisch).
22. 1 2  Report on Human Rights in Iraq: January-June 2014. In: UNAMI Human Rights Office/OHCHR. 2014 (englisch, prisonstudies.org [PDF]).
23. ↑  Women and children among massacred Iraqi Turkmen. In: www.aa.com.tr. Abgerufen am 2. August 2023 (englisch).
24. ↑  http://www.turkmen.nl/1A_Others/hrwtu.pdf
25. ↑  UNPO: Iraqi Turkmen: Minorities Face Discrimination And Violence In ISIS-controlled Areas. In: unpo.org. Abgerufen am 28. Juli 2023 (englisch).
26. ↑  UNPO: Urgent Action For Iraq's Vulnerable Components Needed: June 2014. In: unpo.org. Abgerufen am 28. Juli 2023 (englisch).
27. ↑  Turkmens of Iraq: The Third Ethnic Component of Iraq. 2015 (englisch).
28. ↑  UNPO: Iraqi Turkmen: Intense Summer Heat Poses Danger for Refugees in Iraq. In: webcache.googleusercontent.com. Abgerufen am 28. Juli 2023 (englisch).
29. ↑  Iraq: ISIS Abducting, Killing, Expelling Minorities. In: Human Rights Watch. 19. Juli 2014, abgerufen am 14. Februar 2023 (englisch).
30. ↑  Between the Millstones: The State of Iraq’s Minorities Since the Fall of Mosul. 1st Auflage. IILHR, MRG, NPWJ and UNPO, Brussels, Belgium 2015, ISBN 978-1-907919-58-9 (englisch).
31. ↑  https://www.ohchr.org/sites/default/files/Documents/Countries/IQ/UNAMI_OHCHR_POC_Report_FINAL_6July_10September2014.pdf
32. ↑  Iraqis rally to free abducted Turkmen women in Syria. In: www.aa.com.tr. Abgerufen am 14. Februar 2023 (englisch).
33. ↑  Hollie McKay: The ISIS War Crime Iraqi Turkmen Won't Talk About. In: New Lines Magazine. 5. März 2021, abgerufen am 14. Februar 2023 (englisch).
34. ↑  Turkmen women call to uncover fate of 1300 missing Turkmen abducted by ISIS. In: Kirkuknow. Abgerufen am 14. Februar 2023 (englisch).
35. ↑  Iraqi Turkmen woman recalls horrors of IS captivity. In: BBC News. 15. Oktober 2017, abgerufen am 14. Februar 2023 (britisches Englisch).
36. ↑  Iraqi MP: ISIS killed hundreds and displaced thousands of Turkmens. In: Daily Sabah. 28. Juli 2015, abgerufen am 14. Februar 2023 (englisch).
37. ↑  ISIS genocide of Yezidis and Christians – Department of Information Technology, KRG. In: us.gov.krd. Abgerufen am 14. Februar 2023 (englisch).
38. ↑  United Nations High Commissioner for Refugees: Refworld | Report on the Protection of Civilians in the Armed Conflict in Iraq: 1 November 2015 – 30 September 2016. In: Refworld. Abgerufen am 28. Juli 2023 (englisch).
39. ↑  Anadolu Agency: Mass grave of Turkmen fighters killed by ISIS discovered near Kirkuk. In: Daily Sabah. 15. März 2015, abgerufen am 28. Juli 2023 (amerikanisches Englisch).
40. ↑  d11681 :: Mar 13: Nine widows killed in Qara Quean village, Ninewa: Iraq Body Count. In: www.iraqbodycount.org. Abgerufen am 2. August 2023 (englisch).
41. ↑  UNPO: Urgent Action For Iraq's Vulnerable Components Needed: June 2014. In: unpo.org. Abgerufen am 28. Juli 2023 (englisch).
42. ↑  UNPO: Iraqi Turkmen: ISIS Massacre in Mosul Goes Unnoticed by the International Community. In: unpo.org. Abgerufen am 14. Februar 2023 (englisch).
43. ↑  Iraqi MP: ISIS killed hundreds and displaced thousands of Turkmens. In: Daily Sabah. 28. Juli 2015, abgerufen am 14. Februar 2023 (englisch).
44. ↑  The untold tragedy of Iraq's Turkmen women abducted by Islamic State. In: Middle East Eye. Abgerufen am 14. Februar 2023 (englisch).
45. ↑  Daesh shells Turkmen village with chemical weapons. In: www.aa.com.tr. Abgerufen am 28. Juli 2023 (englisch).
46. ↑  UNPO: Iraqi Turkmen: Inside Taza Village after the Chemical Attacks. In: unpo.org. Abgerufen am 28. Juli 2023 (englisch).
47. ↑  Iraqi Turkmen village struggles after expulsion of Daesh. In: www.aa.com.tr. Abgerufen am 28. Juli 2023 (englisch).
48. ↑  Miriam Puttick: No Place to Turn: Violence against women in the Iraq conflict. In: CESAFIRE center for civilian rights. 2015 (englisch, minorityrights.org [PDF]).
49. ↑  Army forces find mass grave containing remains of 27 Turkmens near Mosul. In: Iraqi News. 29. Januar 2017, abgerufen am 28. Juli 2023 (amerikanisches Englisch).
50. ↑  UNPO: Iraqi Turkmen: Looking Ahead to the Future after Daesh. In: unpo.org. Abgerufen am 28. Juli 2023 (englisch).
51. ↑   pdf
52. ↑  Between the Millstones: The State of Iraq's Minorities Since the Fall of Mosul. IILHR, MRG, NPWJ and UNPO, Brussels, Belgium 2015, ISBN 978-1-907919-58-9 (englisch).